# Спиллер, Фредерик
Фредерик Спиллер (англ. Frederick Spiller; 22 ноября 1884 — 15 сентября 1953) — британский боксёр, серебряный призёр летних Олимпийских игр 1908.
На Играх 1908 в Лондоне Спиллер соревновался в весовой категории до 63,5 кг. Дойдя финала, он занял второе место и выиграл серебряную медаль.